# Battaglia della Beresina
La battaglia della Beresina (in francese bataille de la Bérézina, in russo Сражение на Березине) fu una battaglia combattuta presso il fiume Beresina, affluente di destra del Dnepr, tra la Grande Armata di Napoleone e l'esercito dell'impero russo tra il 26 e il 29 novembre 1812, durante la campagna di Russia. Lo scontro ebbe un esito discusso: anche se le forze francesi riuscirono a forzare la linea russa, evitando così di finire intrappolate fra le tre armate che convergevano su di loro, la battaglia costò loro moltissime perdite e in ogni caso la ritirata dalla Russia non fu arrestata.

## Contesto storico
Dopo la vittoria di Wagram sugli austriaci e la fine della guerra della quinta coalizione, la Francia di Napoleone si era attestata come una forza dominante sul continente europeo, con la sola Inghilterra ad ostacolarne l'ascesa.
Il problema che affliggeva Napoleone era che Inghilterra e Francia erano reciprocamente invulnerabili, almeno per quanto concernesse una guerra diretta: gli inglesi avevano da tempo acquisito la supremazia sui mari europei (dopo la battaglia di Trafalgar) mentre gli eserciti francesi avevano ripetutamente sconfitto ogni altra potenza europea più e più volte. Con una strategia simile a quella che aveva portato alla campagna d'Egitto, Napoleone progettò di colpire l'Inghilterra dal punto di vista economico, piuttosto che farlo militarmente: se fosse stato possibile tagliare gli inglesi fuori dai loro principali mercati, l'economia britannica avrebbe iniziato a soffrire e questo avrebbe poi condotto ad una forte crisi interna. Per fare tutto ciò, occorreva bloccare tutti i porti europei: da qui l'idea del blocco continentale, per la prima volta stabilito con il decreto di Berlino del 1806.
Sebbene il piano di Napoleone stesse portando i primi risultati, le potenze europee erano assai contrarie a proseguire: il sistema di commercio continentale privava le varie nazioni di un partner commerciale molto valido e favoriva esclusivamente i commercianti francesi, che applicavano forti tassi alle merci esportate ed importate. Nel giro di qualche anno la maggior parte dei Paesi dell'Europa continentale entrò in stagnazione o recessione economica.
Nel 1810, dopo aver aderito per tre anni al blocco, la Russia aprì nuovamente i propri porti alle navi inglesi. Napoleone considerò questo come un punto di non-ritorno ed iniziò immediatamente i preparativi per una campagna che avrebbe costretto con la forza la Russia a tornare sui propri passi.
Dopo una serie iniziale di successi, che avevano portato la Grand Armeé sino alla capitale russa, la situazione era rapidamente mutata per l'esercito di Napoleone: la tattica della terra bruciata adottata dai russi unita all'arrivo del gelido inverno della pianura continentale russa rappresentava un'insidia mortale per i francesi, assolutamente impreparati ad affrontare tali condizioni climatiche proibitive.

## Antefatti
Dopo che l'esercito francese ed il suo seguito ebbe lasciato Mosca, il 18 ottobre 1812, l'esercito russo fece quanto possibile per rallentare i movimenti dei francesi, in modo che restassero il più a lungo possibile esposti al rigido clima russo, sufficiente a mietere numerosissime vittime tra i membri dell'esercito napoleonico. A causare ulteriori problemi erano la lunghezza della colonna e la mancanza di disciplina dei soldati e degli sbandati al seguito, che non riuscivano a tenere il passo del gruppo di testa. Nel giro di nemmeno un mese la temperatura era calata di oltre trenta gradi (il 7 novembre a Smolensk erano riportati -26 °C), con cavalli e uomini stremati che dovevano marciare anche per dieci ore al giorno per tentare di uscire dal territorio russo ed entrare nell'alleata Polonia.
Napoleone raccolse quello che restava del proprio esercito a Smolensk, dove sperava di rinforzare le proprie truppe, ormai esauste, con gli ampi depositi di viveri presenti in città e di farne il proprio quartiere invernale. Una pessima comunicazione e l'assenza di disciplina fecero sì che tutte le provviste presenti furono consumate dopo nemmeno tre giorni, lasciando gli ultimi elementi della colonna senza cibo. A complicare ulteriormente la situazione, nei giorni tra il 15 ed il 18 novembre, l'esercito russo aveva ingaggiato ripetutamente l'esercito francese in una serie di continue e ripetute schermaglie nei pressi di Krasnoi, con esiti nettamente sfavorevoli agli invasori: la divisione dei Principe Eugenio ne era uscita malconcia, quella di Davout quasi distrutta e quella di Ney addirittura dispersa (quel che ne restava si sarebbe ricongiunta al resto dell'armata solo il 20 novembre, quasi per miracolo, ad Orsha).
Il tempo era nemico dei francesi: le armate russe stavano convergendo da tre direzioni sui superstiti della Grande Armée e il gelo si intensifica giorno dopo giorno. Napoleone doveva trovare un modo per attraversare la Beresina e proseguire la propria marcia verso la Polonia. Inizialmente era previsto che l'attraversamento si sarebbe dovuto svolgere sul ponte di Borisov, ma nei giorni immediatamente successivi all'arrivo della truppe francesi a Orsha, precisamente il 21 novembre, la divisione posta a guardia della città cadde sotto l'attacco delle truppe russe dell'ammiraglio Cicagov. Nonostante la città fosse stata ripresa il giorno seguente, i russi si rifugiarono nel lato occidentale del fiume e il ponte fu incendiato. Per aggiungere la beffa al danno, normalmente in quel periodo dell'anno il fiume sarebbe già dovuto essere ghiacciato da tempo, quindi attraversabile in ogni suo punto, ma un improvviso aumento della temperatura aveva sciolto la lastra di ghiaccio che lo ricopriva, lasciando in superficie solo acque gelide e una infinita serie di blocchi di ghiaccio trascinati dalla corrente, rendendo un suo guado assolutamente impossibile. Questa notizia fu resa disponibile solo il 24 novembre, 4 giorni dopo che venne dato l'ordine di distruggere le barche da ponte ed i materiali da costruzione per velocizzare la marcia della colonna.

## La battaglia

Schema della battaglia

Non sembrava quindi possibile che ci fosse una via di fuga e che presto i russi avrebbero accerchiato e distrutto l'esercito francese. Napoleone mantenne la propria lucidità in questa situazione critica e cercò una via d'uscita. Dopo aver mandato in ricognizione quel che restava della cavalleria, una buona notizia finalmente arrivò: a Studienka, circa 15 km a nord di Borisov, vi era un punto dove sembrava possibile costruire un ponte con le poche risorse ancora disponibili. Fortunatamente per i francesi, il generale Eblè aveva disubbidito ai comandi di Napoleone ed aveva conservato una parte del materiale necessario.
Una parte dell'esercito zarista era sull'altra sponda della Beresina ed avrebbe impedito ai genieri di Napoleone di completare i lavori in tempo utile per l'attraversamento, quindi occorreva creare un diversivo. Lo stratagemma consisté nel gettare uno svariato numero di cavalletti nel fiume per far credere ai Russi che un ponte sarebbe stato realizzato nei pressi di Borisov, molto più a sud del punto scelto dai francesi. Il 26 novembre, i genieri olandesi del generale Jean Baptiste Éblé lavorarono alla realizzazione di due ponti (uno per i fanti e l'altro per i convogli e l'artiglieria) nelle gelide acque del fiume. Molti uomini vi perirono (viene riportato che solo 6 genieri sopravvissero ai lavori), tuttavia il sacrificio di questi permise a larga parte dell'armata di trovare scampo al di là del fiume. Ovviamente non sarebbe stato possibile fare attraversare i ponti ad una quantità illimitata di persone allo stesso tempo: fu allestito un ordine di priorità. I combattenti avrebbero attraversato il ponte per primi e di giorno, mentre chiunque fosse al seguito dell'esercito avrebbe potuto attraversare i ponti dopo che il corpo principale avesse raggiunto per intero l'altra sponda. Il fiume di per sè non era un ostacolo insormontabile (variava tra i 20 ed i 30 metri), ma le sue sponde erano ricoperte di fango, rendendo la traversata tremendamente difficoltosa e lenta.
Il secondo corpo d'armata, costituito da reggimenti svizzeri, attraversò il fiume il 27 novembre e prese posizione sulla sponda destra a formare una testa di ponte e per tenere distanziati i Russi che, accorsi, tentavano di impedire il passaggio. A loro è riconosciuto il merito di aver contribuito al salvataggio di gran parte dell'armata superstite. Il corpo d'armata, comandato da Nicolas Charles Oudinot, combatté strenuamente, anche in mancanza del più esiguo equipaggiamento bellico: in particolare furono le 1 300 guardie svizzere che, combattendo furiosamente con le sole baionette, riuscirono a respingere i vari tentativi dell'esercito russo (40 000 uomini) di ostacolare il cammino dei francesi in arretramento.
Il 28 novembre, alle 22 circa, gli ultimi reparti dell'esercito passarono il ponte e finalmente gli sbandati poterono passare. Più volte, durante la notte, i soldati di guardia al ponte li invitarono ad attraversare e raggiungere l'altra riva ma l'intenso freddo, oltre i -30 °C, scoraggiava buona parte di essi dal lasciare i fuochi del loro campo improvvisato. Napoleone, non potendo permettere ai russi di inseguirlo, ordinò quindi di incendiare i due ponti, condannando a morte migliaia di ritardatari, tra cui numerose donne e bambini, che si gettarono tra le acque in un disperato tentativo di salvezza. L'ordine, programmato per essere eseguito alle 7:00 del mattino fu ritardato dal generale Eblé fino alle 8:30, per permettere a quanti più sbandati possibili di attraversare.

## Conseguenze
Nonostante il gelo si facesse ancora più intenso, le poche truppe superstiti riuscirono a proseguire la loro marcia verso la salvezza, facendo saltare ogni ponte dopo il loro passaggio ed impedendo così che i russi li raggiungessero. Giunti in territorio polacco, Napoleone chiese ai propri generali di organizzare una linea di resistenza per evitare che i Russi attaccassero la nazione alleata. Poi, si mise a viaggiare in incognito, raggiungendo Parigi in sole due settimane, per mantenere la stabilità del Paese, colpito da numerose sollevazioni in sua assenza. In questo frangente ebbe il tempo di redigere il 29° Bollettino della Grande Armée, dove raccontava all'ignaro popolo francese il disastroso esito della campagna di Russia, adducendo una grossa parte della responsabilità del fallimento al rigido clima invernale.
Da un punto di vista prettamente numerico, la battaglia sembra una completa vittoria russa: le perdite dell'esercito zarista erano stimabili in 10 000 uomini mentre quelle francesi ammontavano ad oltre 20 000 di soli combattenti ed almeno 30 000 tra gli sbandati, morti annegati nel tentativo di attraversare i ponti o catturati dai russi.
Sotto una revisione più approfondita, la vittoria russa può essere considerata solo come parziale: nonostante le ingenti perdite, l'obiettivo minimo era stato raggiunto ed un gran numero di truppe era effettivamente riuscito ad attraversare il fiume, tralasciando i caduti alla difesa del ponte. Senza tale contingente di veterani, Napoleone non sarebbe mai stato in grado di allestire una strenua resistenza durante la guerra della sesta coalizione.
Per quanto riguarda il retaggio storico, il termine "Beresina" nella lingua francese è perfettamente comparabile a quello di "Caporetto" nella lingua italiana: irrimediabile catastrofe militare. L'orrore della scena degli sbandati che muoiono attraversando il fiume viene raccontato ampiamente dai soldati ed ha alimentato la fama della battaglia come di una catastrofe senza pari per l'esercito francese.

## Nella cultura di massa
Il disastro della spedizione russa di Napoleone ispirò molteplici autori e pittori. La battaglia della Beresina non fu differente. 

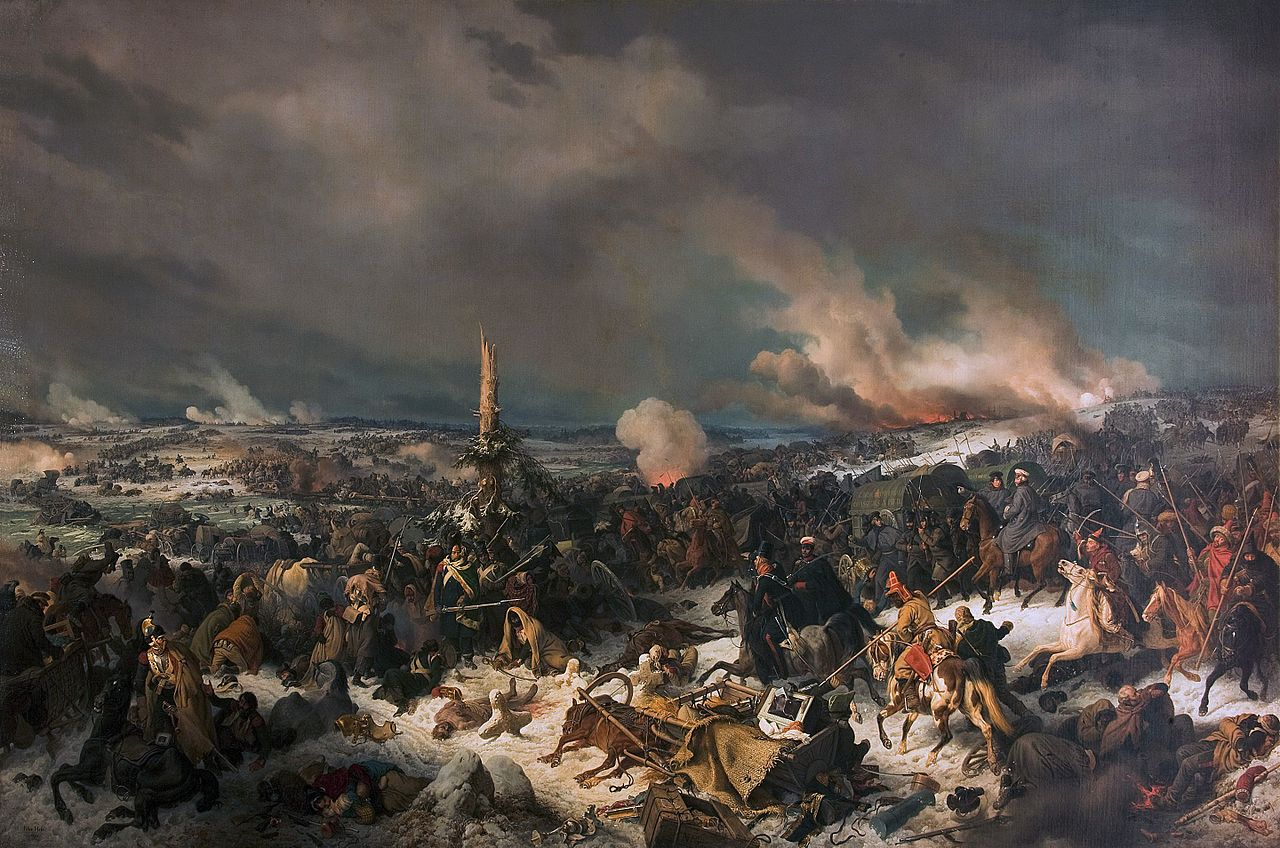
Attraversamento della Beresina il 17(29) Novembre 1812, Peter von Hess,1844
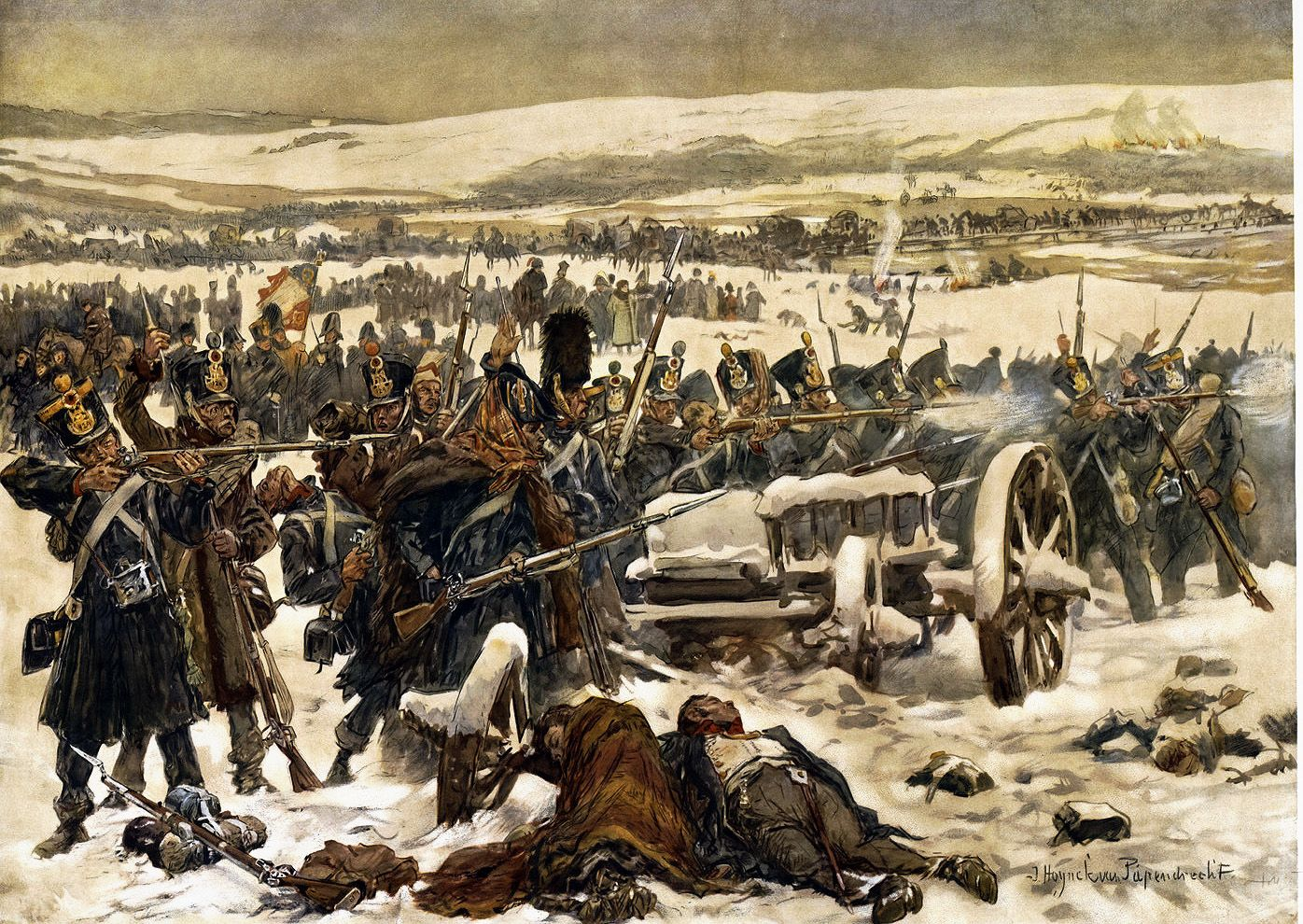
Soldato Olandesi alla Battaglia della Beresina, Jan Hoynck van Papendrecht,1910
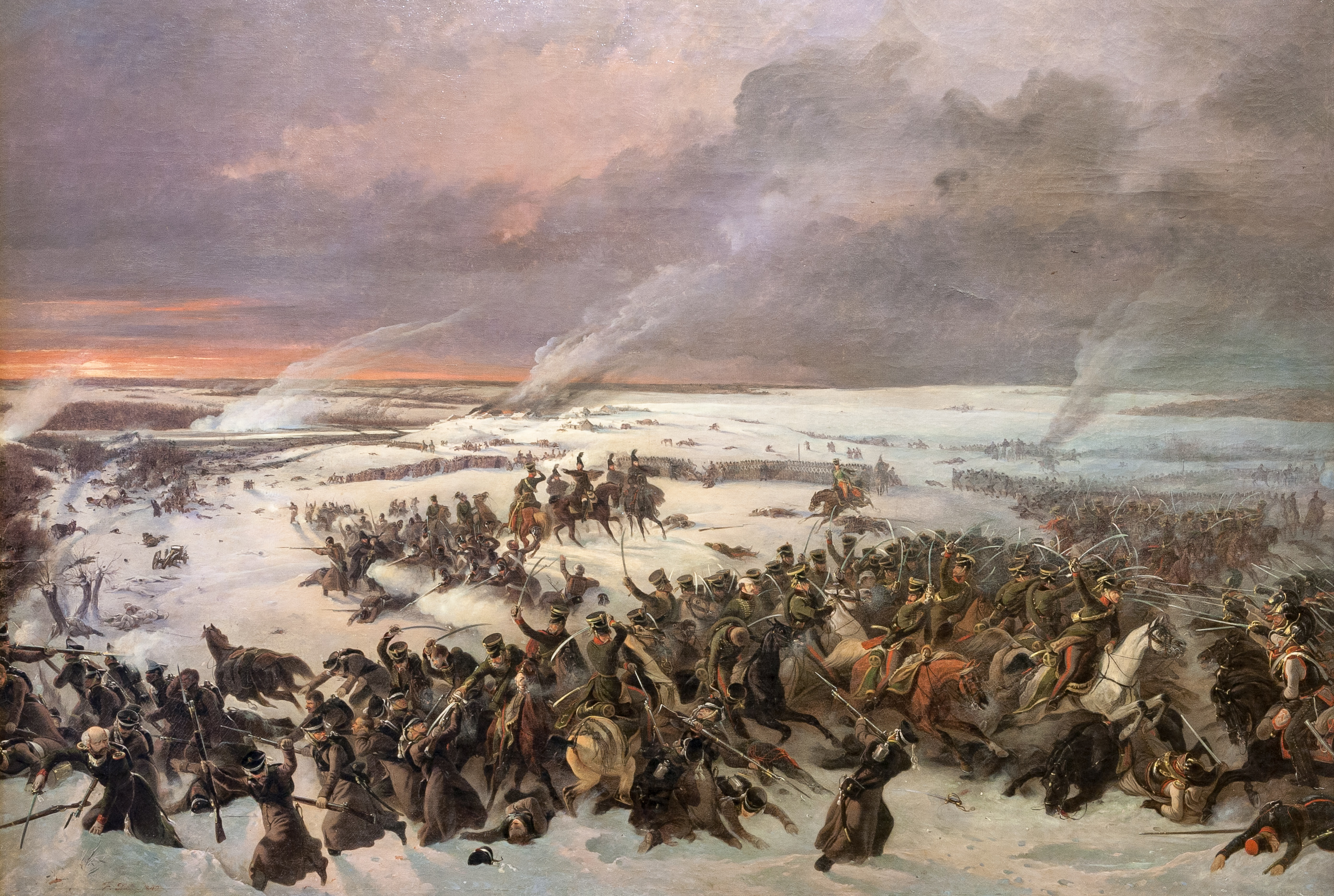
Caduti degli Ussari di Baden nella Battaglia della Beresina 1812, Fedor Dietz, 1842
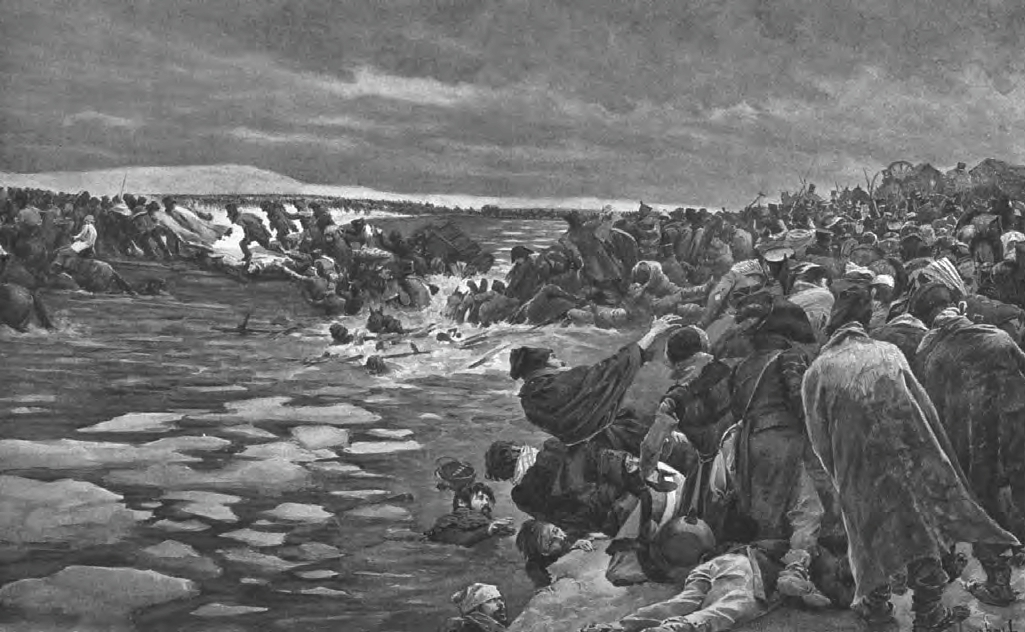
Attraversamento della Beresina, Felician von Myrbach-Reinfeld, 1906
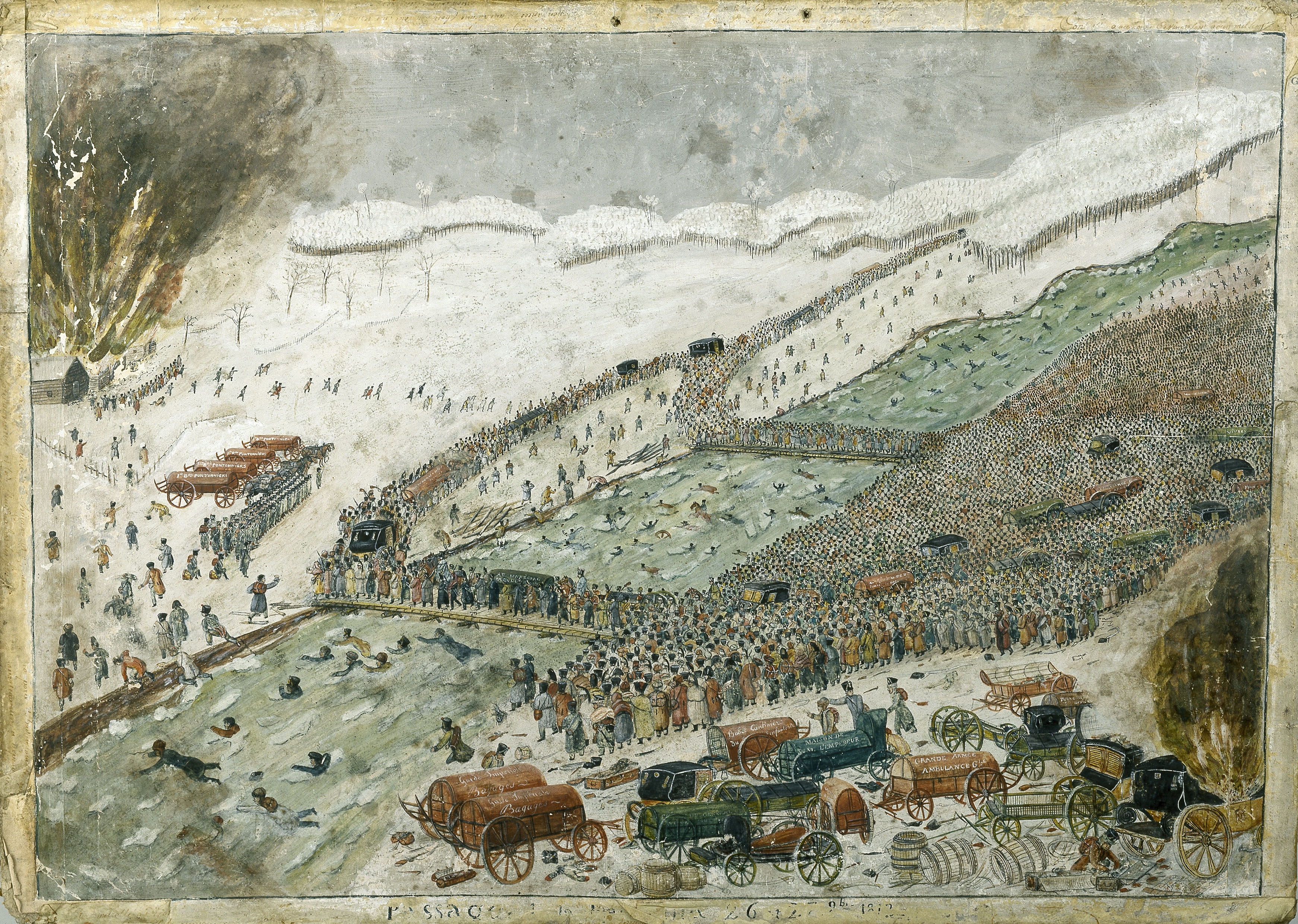
Attraversamento della Beresina, anonimo, 1812-1840